# Himmelried
Himmelried är en ort och kommun i distriktet Thierstein i kantonen Solothurn, Schweiz. Kommunen har 977 invånare (2023).